# Last minute
last minute ist in der Reisebranche eine Bezeichnung für Reisen, deren Buchung kurzfristig vor Reiseantritt erfolgt und die zu einem vergünstigen Preis angeboten werden. Der Gegensatz ist der Frühbucherrabatt, der bei einer frühzeitigen Buchung gewährt wird. Im deutschen Tourismus hat die „Last-Minute-Reise“ inzwischen einen wesentlichen Platz eingenommen. Mit der Last-Minute-Buchung ist im Regelfall ein Rabatt verbunden. Er wird gewährt für Pauschalreisen bei Reiseveranstaltern oder sonstige Dienstleistungen wie Flugreise, Hotel oder Mietwagen. Ausgangspunkt ist der Reisekatalogpreis oder reguläre Reisepreis, von dem der Rabatt abgezogen wird. 
In der Regel muss bei last minute die Buchung zwischen 14 Tagen und 3 Stunden („Super last minute“) vor Reiseantritt erfolgt sein. Allerdings stellte der Bundesgerichtshof 1999 klar, dass „last minute“ im Geschäftsverkehr nicht nur den Eindruck einer gewissen Kurzfristigkeit vermittelt, sondern auch die Vorstellung einer besonderen Preisgünstigkeit des Angebots hervorruft, und zwar vor allem aufgrund der Annahme einer kurzfristigen Verwertung eines Restkontingents an Urlaubsreisen. Für den BGH liegt es auf der Hand, dass eine Vorlaufzeit von lediglich zwei Wochen für Fernreisen nach Afrika, Südamerika oder Fernost allein schon wegen der Beschaffung von notwendigen Reisedokumenten oder der Vornahme von erforderlichen Impfungen nicht ausreichend sein wird. Das bedeutet, dass im Einzelfall auch mehr als 14 Kalendertage noch als last minute eingestuft werden können.

## Wirtschaftliche Aspekte
Vor allem im Dienstleistungssektor dient das Ertragsmanagement der Reiseveranstalter dazu, wegen kurzfristig nicht veränderbarer Kapazitäten (beispielsweise Sitzplätze in Flugzeugen oder Hotelzimmer in Hotels) im Rahmen der Preispolitik eine zeitliche Preisdifferenzierung nach dem Buchungszeitpunkt vorzunehmen. Beim Buchungsverhalten der Nachfrager ist zu berücksichtigen, dass Geschäftsreisende eine höhere Preissensivität beim Reisepreis aufweisen als Touristen mit geringerem zeitlichen Vorlauf (last minute). Ziel der Anbieter ist es, über den Preis eine Vollauslastung ihrer vorhandenen Kapazität zu erreichen, um keine Umsatzerlöse durch leer bleibende Sitzplätze oder Hotelzimmer zu verlieren (Leerkosten), aber gleichzeitig nicht die freien Kapazitäten mit Niedrigpreis-Kunden zu belegen und hochpreisige Kunden abweisen zu müssen. Der Frühbucherrabatt zielt vor allem auf Geschäftsreisende, last minute auf kurzentschlossene Touristen.
Am Beispiel einer Flugreise soll dies verdeutlicht werden:
| Preiskategorie | Anzahl Sitzplätze | Flugpreis (in €) | maximal möglicher Gesamterlös (in €) |
| -------------- | ----------------- | ---------------- | ------------------------------------ |
| Business Class | 100               | 420              | 42.000                               |
| Economy Class  | 150               | 330              | 49.500                               |
| Holiday-Tarif  | 50                | 180              | 9.000                                |
| Gesamt         | 300               | -                | 100.500                              |

Bei optimaler Ausschöpfung aller Preiskategorien (100 % Nutzkosten) ergibt sich ein maximaler Umsatzerlös von 100.500 € pro Flugzeug. Dieser ist jedoch nachfragebedingt meist nicht erzielbar. Selbst bei Vollauslastung können nachträgliche Stornierungen oder No-shows für Einbußen sorgen. Ist der Holiday-Tarif ausgebucht, müssen weitere Kunden höhere Preiskategorien wählen oder scheiden als Kunden aus. Um dies zu vermeiden, können im Flugzeug Movable Class Divider dafür sorgen, dass die Sitzplatzkapazität innerhalb der verschiedenen Beförderungsklassen bedarfsorientiert angepasst werden. Die Optimierung der Kapazitätsauslastung muss dafür sorgen, dass weder ein Angebotsüberhang zu Überkapazitäten führt, noch ein Nachfrageüberhang übrigbleibt, weil die Kapazitäten zu knapp kalkuliert wurden.
Freie Kapazitäten kurz vor dem Abflug werden als last minute-Flug angeboten, weil jeder über den Grenzkosten liegende Umsatzerlös den Gewinn im Vergleich zu einem leer gebliebenen Sitzplatz erhöht. Zunehmend kurzfristigere Reiseentscheidungen der Reisenden sind eine Folge von größerer Flexibilität, die den Arbeitnehmern abverlangt wird. Bei last minute geht der Kunde jedoch ein hohes Kaufrisiko ein, weil der Zeitdruck seine Markttransparenz verringert und die Ungewissheit über den Reiseverlauf höher ist. Last minute dient den Reiseveranstaltern zur Ausschöpfung der Konsumentenrente.
Die kurzfristige Preisuntergrenze für last minute-Reisen liegt bei den Grenzkosten, so dass ein Sitzplatz, der oberhalb der Grenzkosten verkauft werden kann, zur Kostendeckung der Fixkosten beiträgt. Dazu gehören neben den last minute-Reisen auch die Stand-by-Flüge. Der Rabatt darf jedoch nicht zu früh vor Abflug erfolgen, damit nicht Nachfrager zum Rabatt-Tarif buchen, die auch ein Flugticket zum Normaltarif erworben hätten. Denn Nachfrager nach last minute-Reisen sind Schnäppchenjäger, deren Kaufverhalten wesentlich auf den Reisepreis fokussiert ist und die weniger Wert auf die Reiseleistungen legen.

## Entwicklung der Last-minute-Reise als Tourismussegment
Mittlerweile können Last minute-Flüge und -Reisen nicht nur an Flughäfen, sondern auch in Reisebüros und im Internet gebucht werden. Gerade das Internet hat den last-minute-Reisemarkt weiter deutlich angekurbelt. Last minute-Angebote wurden von den Reisekunden sogar so gut angenommen, dass sie direkte Auswirkungen auf das Buchungsverhalten der Kunden hatten. Der Trend ging weg von frühzeitigen Buchungen des Frühbuchers und hin zu last minute-Buchungen.
Laut Untersuchung des Marktforschungsinstitutes Web-Tourismus wurden im Jahr 2015 in Deutschland 22,2 Mio. last minute-Reisen durchgeführt und damit ein Umsatz von 9,3 Mrd. Euro erzielt (Stand: März 2016). Dabei lag die last minute-Reiseintensität in Deutschland bei 1,65 Reisen. Im Vergleich zu 2014 stieg die Zahl der durchgeführten Lastminute-Reisen um 5,4 %. Aufgrund ihrer Kurzfristigkeit unterliegen last minute-Reisen stets stärkeren Nachfrageschwankungen als die klassische Urlaubsreise. Diese Schwankungen sind jedoch weniger auf ein indifferentes Konsumverhalten zurückzuführen, als auf externe Faktoren, an denen sich die Nachfrager zwangsweise orientieren müssen (Lage der Feiertage, kurzfristig verfügbare Angebote etc.). Einen enormen Einfluss hat auch eine kurzfristige Entscheidung anhand der mittelfristigen Wetterprognose für das Reiseziel innerhalb der geplanten Reisezeit: Zehntagestendenzen und deren schnelle Zugänglichkeit über das Internet gibt es erst seit einigen Jahren.
Einige Reiseveranstalter verwenden den Begriff last minute auch, um Reisen mit Abflugdatum innerhalb der nächsten 6 oder 12 Wochen zu verkaufen; dies verschärft den Konkurrenzkampf zwischen den Veranstaltern noch weiter. So verwenden ebenfalls viele Veranstalter den weniger wettbewerbsverzerrenden Begriff „last minute & more“, was im Grunde nichts anderes bedeutet als Reiseangebote aller Art. Last minute bedeutet auch nicht mehr automatisch günstig: Es werden zum Katalogangebot sogar – teure – Zusatzreisen aufgelegt, im Sinne eines Exklusivangebots, und als last minute gekennzeichnet.
Auf dem Reisemarkt ist derzeit zu beobachten, dass sich vor allem die großen Reiseveranstalter zunehmend aus dem last minute-Geschäft zurückziehen. An deren Stelle treten kleinere Anbieter, die sich ausschließlich mit günstigen Angeboten auf den ertragreichen Schlussverkauf spezialisiert haben. Da für die großen Anbieter sowohl der Reiseveranstaltung wie der Beförderung das Reiseaufkommen im last minute-Sektor eine langfristige Kapazitätsplanung schwer kalkulierbar macht und die Preissenkungen für last minute-Reisen stark rückläufig sind, hat sich sogar ein Gegentrend entwickelt: Heute werden zunehmend Frühbucher mit Rabatten und Zusatzangeboten angelockt, während kurzfristige Entscheidungen zu erhöhten Kosten des Reiseverlaufs führen.

## Abgrenzung
Nicht zu verwechseln ist die last minute-Reise mit einem Stand-By-Flug. Letzteren gibt es nur bei Linienflügen, während last minute stets Charterflüge betrifft. Auch die Organisation ist zu unterscheiden, denn der Stand-By-Flug ist ein konkreter Linienflug, für den das Check-in kurz bevorsteht und den einige Kunden noch nutzen möchten. Erst zum Ende des Check-in hat die Fluggesellschaft einen Überblick, welche Flugpassagiere nicht erschienen sind (No-show), obwohl ihr Flug bestätigt wurde. Ihre frei bleibenden Sitzplätze können im Wege des Stand-By zu einem geringeren Flugpreis abgegeben werden.